# Hoazinoides magdalenae
Hoazinoides magdalenae — вид викопних птахів родини гоацинових (Opisthocomidae), що існував у середньому міоцені (14-12 млн років тому). Викопні рештки птаха знайдені у відкладеннях формації Віллавея в Колумбії. Описаний з фрагментарних решток, включаючи задню частину черепа та кісток кінцівок.